# Макаров, Иван Матвеевич
Ива́н Матве́евич Мака́ров 15 августа 1898 или 15 [27] августа 1898, Соляново, Казанская губерния — 11 сентября 1979, Одесса) — советский военный деятель, генерал-майор (27 января 1943 года).

## Биография
Иван Макаров родился 15 августа 1898 года в крестьянской семье в деревне Соляново Чебоксарской волости Чебоксарского уезда Казанской губернии, ныне деревня не существует, её территория является частью Калининского района города Чебоксары Чебоксарского городского округа Чувашской Республики.

### Первая мировая и гражданская войны
В декабре 1916 года призван в ряды Русской императорской армии, после чего направлен 22-й мортирный артиллерийский дивизион, в котором в 1917 году окончил учебную команду, после чего произведён в младшие фейерверкеры и направлен на Юго-Западный фронт, после чего принимал участие в боевых действиях в районе Дубно, Ровно, Радзевилов (Родевилово), где И. М. Макарову присвоены чины старшего фейерверкера и фельдфебеля. Осенью 1917 года дезертировал с фронта.
В июле 1918 года призван в ряды Рабоче-крестьянской Красной армии и направлен во 2-ю Путиловскую батарею, дислоцированную в Свияжске, где был назначен на должность командира взвода управления, после чего принимал участие в боях против вооружённых формирований белочехов и Русской армии под командованием А. В. Колчака в районе Казани и Симбирска. В декабре назначен командиром той же 2-й Путиловской батареи, которая вскоре принимала участие в боевых действиях в районе Казани, Симбирска, Бугульмы, Уфы. 14 сентября 1919 года красные 1-я Путиловская и 2-я Симбирская конные батареи из состава 1-го легкого артдивизиона 26-й стрелковой дивизии прибыли из Уфы в район восточнее города Кургана (2-я Путиловская конная батарея к этому времени не существовала). После оборонительных боёв, к 30 сентября 1919 года красные отступили за реку Тобол. 15 октября 1919 года 26-я стрелковая дивизия  форсировала Тобол южнее города Кургана и к концу октября 1919 вышла к реке Ишим, а к 15 ноября 1919 года — к реке Иртыш. В Барнауле батарея влилась в состав 1-го легкоартиллерийского дивизиона (2-я бригада, 26-я стрелковая дивизия).
Осенью 1919 года И. М. Макаров направлен на учёбу на 2-е советские курсы артиллерии в Петрограде, после окончания которых осенью 1920 года назначен помощником начальника бронеплощадки бронепоезда № 67 «Волгарь» (Приволжский военный округ), который вскоре был передислоцирован в район Андижана, где принимал участие в боевых действиях против басмачей. В мае 1921 года назначен на должность начальника бронеплощадки этого же бронепоезда.

### Межвоенное время
В июле 1922 года назначен на должность начальника бронеплощадки на бронепоезде № 72 «Руднева» (станция Болва), в июне 1924 года — на должность командира бронепоезда № 15 в г. Борисов, а в октябре того же года — на должность коменданта бронебазы РККА (ст. Мальцевская), однако уже в ноябре того же года переведён в артиллерийский полк (27-я стрелковая дивизия), где служил на должностях командира взвода, помощника командира и командира батареи.
В ноябре 1927 года направлен в 3-ю стрелковую дивизию, где служил на должностях помощника командира и командира батареи артиллерийского полка, начальника хозяйственной команды. В 1928 году приказом РВС СССР № 60 И. М. Макарову присвоены права окончившего нормальную военную школу.
В ноябре 1930 года назначен на должность курсового командира и помощника командира батареи в Объединённой Белорусской военной школе.
В декабре 1931 года направлен на учёбу на двухмесячные бронетанковые курсы усовершенствования командного состава РККА в Ленинграде, после окончания которых в феврале 1932 года вернулся в 3-ю стрелковую дивизию, где служил на должностях помощника командира и команира батареи артиллерийского полка. В июне 1934 года назначен на должность командира артиллерийского дивизиона 11-го конноартиллерийского полка, дислоцированного в Оренбурге.
В 1935 году окончил артиллерийские Краснознамённые курсы усовершенствования командного состава РККА.
В мае 1936 года назначен на должность командира артиллерийского дивизиона в составе 55-го артиллерийского полка, дислоцированного в Курске.
В 1939 году окончил заочно два курса Артиллерийской академии РККА имени Ф. Э. Дзержинского. В августе того же года назначен командиром 470-го легкоартиллерийского полка (185-я стрелковая дивизия), дислоцированного в Белгороде, в декабре того же года — командиром 452-го гаубичного артиллерийского полка (55-я стрелковая дивизия), а в марте 1941 года — командиром 42-го гаубичного артиллерийского полка (42-я танковая дивизия, 21-й механизированный корпус, Ленинградский военный округ).
Участвовал в боях с белофиннами.
Член ВКП(б), в 1952 году партия переименована в КПСС.

### Великая Отечественная война
С началом войны 42-я танковая дивизия была включена в состав Северо-Западного фронта, после чего принимала участие в ходе Приграничных сражений в Прибалтике. С 25 июня 1941 года И. М. Макаров исполнял должность начальника артиллерии 42-й танковой дивизии, которая вела оборонительные боевые действия в района Даугавпилса, Опочки и Новоржева с отступлением по направлению на Псков и Новгород. В сентябре 1941 года 42-я танковая дивизия была расформирована в Московском военном округе, и на базе дивизии была сформирована 42-я танковая бригада на основании директивы заместителя НКО СССР № 725373сс от 14 сентября 1941 года.
В начале октября 1941 года полковник И. М. Макаров назначен на должность начальника артиллерии 1-го гвардейского стрелкового корпуса, который вёл тяжёлые боевые действия против 2-й танковой группы войск противника на орловско-тульском направлении, однако 12 октября 1941 года корпус приказом Ставки Верховного Главнокомандования был преобразован в 26-ю армию, а И. М. Макаров назначен на должность начальника артиллерии 344-й стрелковой дивизии, формировавшейся Барышском и Кузоватовском районах. После завершения формирования с 17 января 1942 года участвовала в боевых действиях на юхновском направлении.
28 мая 1942 года полковник И. М. Макаров назначен на должность командира 116-й стрелковой дивизии, которая вскоре принимала участие в боевых действиях в ходе Сталинградской битвы, после окончания которой была выведена в резерв Ставки Верховного Главнокомандования, в результате чего дислоцировалась в Степном военном округе. В мае 1943 года дивизия была включена в 53-ю армию, в составе которой с 9 июля вела оборонительные боевые действия в районе Белгорода, а затем участвовала в ходе Белгородско-Харьковской наступательной операции и наступлении на Кременчуг и Знаменку.
Генерал-майор И. М. Макаров 5 декабря 1943 года был тяжело ранен, после чего лечился в госпитале. По излечении в марте 1944 года назначен на должность начальника Гурьевского пехотного училища.

### Послевоенная карьера
После окончания войны находился на прежней должности.
В ноябре 1945 года училище было расформировано, после чего генерал-майор И. М. Макаров находился в распоряжении Военного совета Донского военного округа и Главного управления кадров НКО.
В апреле 1946 года назначен на должность начальника военной кафедры Одесского гидрометеорологического института.
25 июля 1952 года вышел в запас.
Генерал-майор Иван Матвеевич Макаров умер 16 ноября 1979 года в городе Одессе Одесской области Украинской ССР, ныне Украина.

## Награды
- Орден Ленина, 21 февраля 1945 года[7][8]
- Орден Красного Знамени, четырежды: 31 августа 1941 года[9], 23 августа 1943 года[10][11], 3 ноября 1944 года[12][13], 20 июня 1949 года[14]
- Орден Александра Невского, 14 февраля 1943 года[15]
- Медали, в т.ч.:
  - Медаль «За оборону Москвы», 18 октября 1944 года[16]
  - Медаль «За оборону Сталинграда», 22 августа 1943 года[17]
  - Медаль «За победу над Германией в Великой Отечественной войне 1941—1945 гг.», 31 июля 1945 года[18]
  - Юбилейная медаль «XX лет Рабоче-Крестьянской Красной Армии», 1938 год